# Hnita Jazz Club

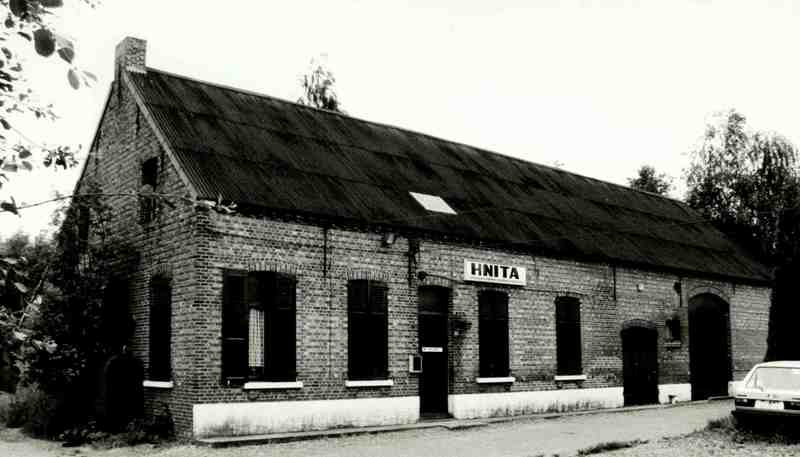
Hnita-Hoeve in 1996

Hnita Jazz Club is een jazzclub in Heist-op-den-Berg in de Belgische provincie Antwerpen. De jazzclub organiseert jazzconcerten en optredens van jazzmuzikanten.

## Geschiedenis
De jazzclub vindt zijn oorsprong in 1955 toen Juul Anthonissen samen met de Heists Jazzclub startte met het organiseren van jazzconcerten in zaal Bergola in Heist. 

Vier jaar later werd hieruit voortvloeiend de Hnita Jazzclub opgericht, de naam werd ontleend aan de vroegere naam van de rivier de Nete.
In de loop der jaren werden verschillende locaties gebruikt voor de concerten waaronder het torengebouw van het politiekantoor in Heist. 
In 1983 volgde de definitieve verhuizing naar een langgevelhoeve uit 1900, gelegen aan de Lostraat in Heist op den Berg, en kreeg de naam Hnita-Hoeve.
Grondlegger Anthonissen leidde de jazzclub tot aan zijn dood in 2008. Hij was onder andere werkzaam als jazzjournalist en -recensent voor diverse dag- en weekbladen, werkte bij de VRT voor radio- en televisie-uitzendingen en was vanaf 1970 directeur van de toenmalige dienst Film, Muziek en Dans bij het ministerie van Cultuur.
Zijn zoon Peter nam samen met zijn zus de leiding van de club over, maar was genoodzaakt vanwege financiële en huisvestingsproblemen (de oude hoeve was aan het vervallen en voldeed niet meer) uiteindelijk in 2018 noodgedwongen te stoppen met het organiseren van concerten en optredens.

## Optredens en concerten
De jazzclub organiseerde in de periode 1955-2008 meer dan 1000 concerten en optredens met een groot aantal bekende jazzmuzikanten.
- Slim Gaillard
- Clark Terry
- Chet Baker
- María Grand
- Shabaka Hutchings
- Vijay Iyer
- Jack Sels
- Charles Mingus
- Keith Jarrett
- Toots Thielemans
- Maynard Ferguson
- Jackie McLean
- Gregory Porter
- Avishai Cohen
- Jim Hall[5]

## Herstart na renovatie
In 2018 werd een project opgezet om de club nieuw leven in te blazen. Er werd door meer dan honderd vrijwilligers een cvba opgericht, de hoeve werd aangekocht en mede door steun van fondsen van de Koning Boudewijnstichting en een crowdlending via Socrowd kon een renovatie gerealiseerd worden. Dit duurde vier jaar. In 2021 won dit project de Ultima voor Cultureel Ondernemerschap.
Vanaf 2022 organiseert de jazzclub weer concerten.